# 福島脩美
福島 脩美（ふくしま おさみ、1937年 - ）は、日本の臨床心理学者。日本カウンセリング学会認定カウンセラー/スーパーバイザー。埼玉県生まれ。専門は、カウンセリング心理学、教育臨床心理学、性格心理学。2021年、瑞宝中綬章受章。

## 略歴
- 東京学芸大学教育心理学科卒業後、同大学カウンセラー。
- 東京教育大学大学院性格社会心理学専攻修士課程修了。
- 東京教育大学大学院博士課程中退後、東京学芸大学教育学部助手・講師・助教授・教授。
- 現在、目白大学人間社会学部心理カウンセリング学科教授・目白大学心理学研究科教授。
- 東京学芸大学名誉教授

## 所属学会
- 日本カウンセリング学会常任理事
- 日本心理学会
- 日本教育心理学会
- 日本パーソナリティ心理学会
- 日本行動療法学会
- 日本学生相談学会

## 著作
- 福島, 脩美、磯貝, 芳郎『ガマンの心理学』自由国民社、1978年。 NCID BA31834255。

- 福島脩美『気になる性格のなおし方10則』サンマーク出版、1983年。ISBN 4763176072。 NCID BA41440551。